# Esteban Gutiérrez
Esteban Manuel Gutiérrez Gutiérrez (Monterrey, 5 agosto 1991) è un ex pilota automobilistico messicano, attivo in Formula 1 nel 2013 e 2014 con la Sauber e nel 2016 con la scuderia statunitense Haas.

## La carriera

### Kart
Gutiérrez iniziò la sua carriera nel 2004 nel campionato messicano Rotax Max Challenge di Karting, in cui prese parte alle ultime tre gare. L'anno seguente proseguì nello stesso campionato nonché nel Grand Nationals a South Bend, negli Stati Uniti, dove giunse terzo, conquistando così l'opportunità di partecipare alle World Finals in Malaysia, dove giunse ventiduesimo, a causa di problemi tecnici.
Nel 2006 vinse tutte le cinque gare del Camkart Challenge Mexico, e partecipò per la terza volta al Rotax Max Challenge. Chiuse poi quarto nel Mexican Grand Nationals a Zacatecas.

### Formula BMW
Nel 2007 passò poi alle monoposto, partecipando alla Formula BMW USA. Terminò secondo nella classifica generale, con 4 vittorie, 8 podi e 9 pole position, diventando il miglior esordiente dell'anno. In classifica Gutiérrez venne comunque preceduto di 87 punti dal campione Daniel Morad.
Gutiérrez l'anno seguente arrivò in Europa per la Formula BMW europea  - il campionato sorto dalla fusione tra il campionato tedesco e quello britannico - vincendo, con 26 punti di margine, su Marco Wittmann, cogliendo 7 vittorie (di cui ben sei consecutive). Gutiérrez giunse poi terzo nelle finali mondiali del campionato, svolte sul circuito di Città del Messico, dietro ad Alexander Rossi e Michael Christensen.

### Formula 3 Euroseries
Nel 2009, Gutiérrez passò alla F3 Euro Series con il team ART Grand Prix assieme a Jules Bianchi, Valtteri Bottas e Adrien Tambay. Terminò nono in classifica generale.

### GP3 Series
Nel 2010 Gutiérrez è passato nella neonata GP3 Series, nuovamente col team ART Grand Prix, assieme ai compagni di scuderia Pedro Nunes e Alexander Rossi.. Gutiérrez ha vinto il campionato con 88 punti, 17 più del secondo, Robert Wickens. In stagione ha conquistato 5 vittorie, 3 pole e 7 gpv. Ha contribuito anche alla vittoria del suo team nella classifica riservata alle scuderie

### Formula 1

#### 2013-2014: Sauber

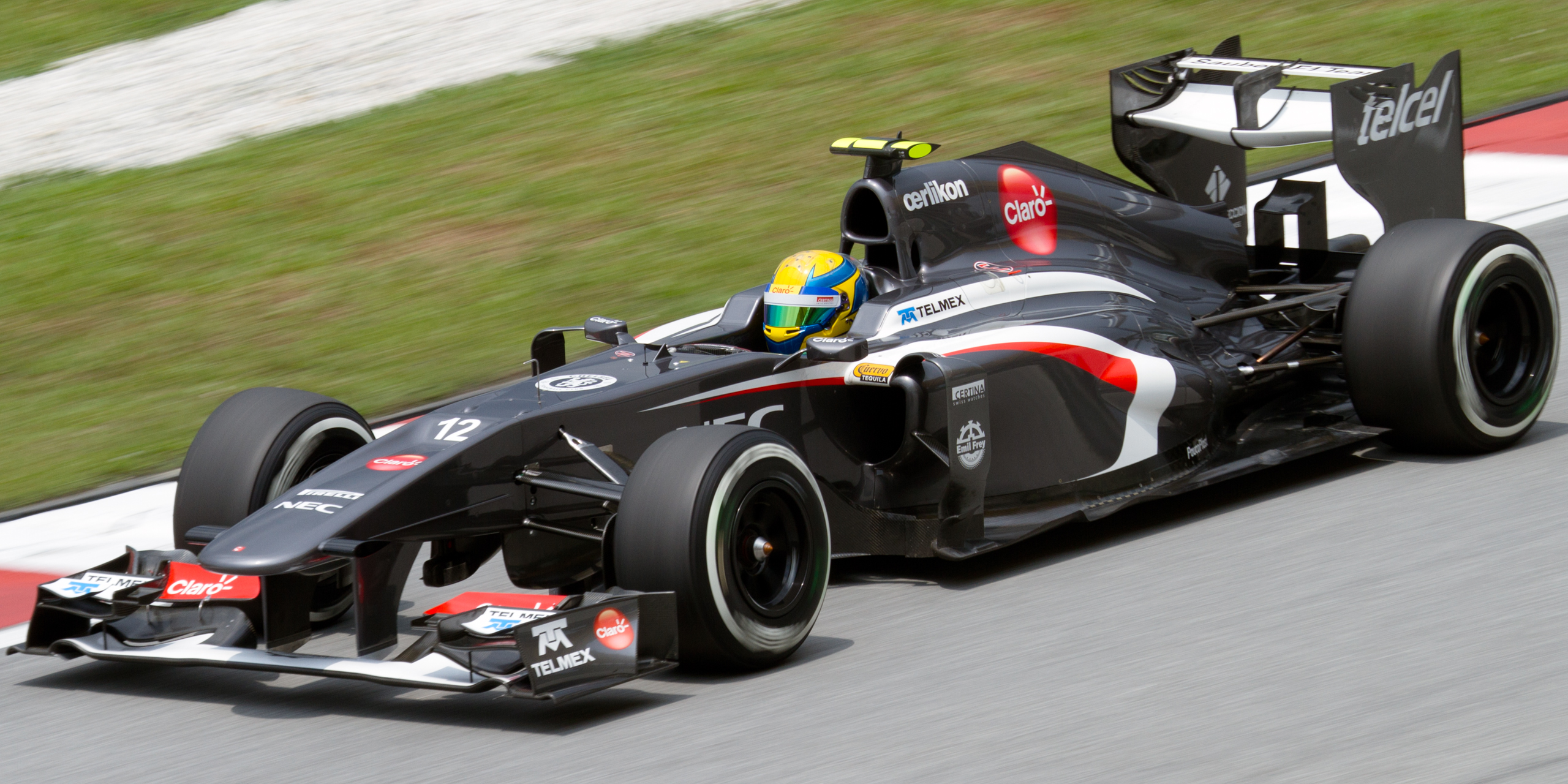
Gutiérrez al Gran Premio della Malesia 2013.

Gutiérrez testò una vettura di Formula 1, una BMW Sauber nel dicembre del 2009, quale premio per la vittoria nel campionato di F.BMW. Malgrado la separazione tra Sauber e BMW per il 2010, il messicano è stato ospite del team in qualche gran premio ed ha seguito lo stesso programma di allenamento dei piloti titolari Pedro de la Rosa e Kamui Kobayashi. Dal 2010 è terzo pilota della Sauber e viene promosso a secondo pilota affiancando Nico Hülkenberg nel 2013.
Il messicano, però, fatica a tenere il ritmo di gara tanto che viene surclassato dal compagno di squadra sia in Australia, che in Malesia. In Cina il messicano si ritira dopo cinque giri a causa di un incidente con Adrian Sutil, e nel Gran Premio seguente ottiene solo il 18º posto. A Montmelò invece va molto meglio, e dopo essere finito molto brevemente in testa durante i pit-stop, conclude la gara all'11º posto, subito dopo la zona punti, e precede Hülkenberg, arrivato 15º. Inoltre, Gutierrez sigla il giro più veloce della gara. In Giappone è finalmente la volta dei primi punti iridati in carriera, giunti grazie ad un settimo posto.
Viene riconfermato come pilota titolare dalla scuderia elvetica nel 2014, grazie anche all'appoggio economico dei suoi sponsor.. La vettura del 2014 è disastrosa, tuttavia il messicano si dimostra spesso più veloce del compagno di squadra in qualifica.
Alla vigilia del Gran Premio del Brasile, la Sauber annuncia che non lo riconfermerà per l'anno successivo, sostituendo sia lui che il compagno Adrian Sutil con lo svedese Marcus Ericsson e il brasiliano Felipe Nasr.

#### 2015: Ferrari
Nel dicembre 2014 viene nominato collaudatore e terzo pilota della Ferrari. Durante la seconda giornata di test in-season di Barcellona, Gutiérrez guida la Ferrari SF15-T. Anche nella seconda giornata di test in-season Gutiérrez corre, sempre a bordo della Ferrari SF15-T. Il 30 ottobre la scuderia statunitense Haas ne annuncia l'ingaggio per la stagione 2016.

#### 2016: Haas
La stagione 2016 si apre con due ritiri nelle prime due gare, per un incidente con Fernando Alonso nell'inaugurale Gran Premio d'Australia e per problemi ai freni nel Gran Premio del Bahrein. Dopo un quattordicesimo posto nel Gran Premio di Cina, in Russia Gutiérrez è nuovamente coinvolto in un incidente nelle fasi iniziali di gara, che ne condiziona il risultato finale. Nel resto della stagione il pilota messicano non riesce a far segnare punti, al contrario del compagno Grosjean che ne conquista 29, cogliendo cinque undicesimi posti come miglior risultato. Questo disastroso risultato portò alla sua mancata riconferma in Haas per l'anno successico, venendo sostituito da Kevin Magnussen.

#### 2018-2020: Mercedes
Dal Gran Premio di Gran Bretagna 2018 si presenta con la divisa Mercedes, svelando il suo lavoro al simulatore della scuderia tedesca durante la stagione. Il ruolo di collaudatore prosegue anche nella stagioni 2019 e 2020.

### Formula E

#### 2017: Techeetah
Terminata l'esperienza in Formula 1, nel 2017 inizia la sua carriera in Formula E per il team cinese Techeetah sostituendo il pilota Ma Qing Hua a partire dall'E-Prix di Città del Messico. In quella circostanza ottiene il suo primo punto arrivando decimo. Riesce a concludere la gara successiva piazzandosi ottavo e totalizzando altri quattro punti. All'E-Prix di Parigi riesce a partire in quarta posizione ma viene superato da Nick Heidfeld nel primo giro e successivamente da Felix Rosenqvist, Robin Frijns, Nico Prost e Daniel Abt, riuscendo comunque a restare in zona punti. Viene tuttavia penalizzato per aver accelerato durante il regime di safety car e conclude la gara senza ottenerne. Non prenderà parte a nessun altro E-Prix nel corso della stagione.

#### 2019: Mercedes
Per la stagione 2019-2020 si unisce al team Mercedes come collaudatore e pilota di riserva.

### IndyCar
Nel 2017 disputa alcune gare dell'IndyCar con il team Dale Coyne Racing.

### WEC e IMSA
Nel 2022 viene ingaggiato dal team Inter Europol Competition per competere nella classe LMP2 del Campionato del mondo endurance. L'anno seguente partecipa nella Campionato IMSA WeatherTech SportsCar con il team CrowdStrike Racing sempre nella classe LMP2. Durante la 24 Ore di Daytona ottiene il secondo posto di classe, mentre per la 24 Ore di Le Mans scende in pista nella classe Hypercar con il team Glickenhaus Racing.

## Risultati

### Carriera
| Stagione | Campionato                   | Scuderia                   | Gare                           | Vittorie                       | Pole                           | GPV                            | Podi                           | Punti                          | Pos.                           |
| -------- | ---------------------------- | -------------------------- | ------------------------------ | ------------------------------ | ------------------------------ | ------------------------------ | ------------------------------ | ------------------------------ | ------------------------------ |
| 2007     | Formula BMW USA              | Team Autotecnica           | 14                             | 4                              | 9                              | 2                              | 8                              | 436                            | 2º                             |
| 2007     | Formula BMW World Final      | Team Autotecnica           | 1                              | 0                              | 0                              | 0                              | 0                              | N/A                            | 25º                            |
| 2007     | Formula BMW ADAC             | Esteban Gutiérrez          | 2                              | 0                              | 0                              | 1                              | 0                              | 46                             | 26º                            |
| 2008     | Formula BMW Europe           | Josef Kaufmann Racing      | 16                             | 7                              | 3                              | 9                              | 12                             | 353                            | 1º                             |
| 2008     | Formula BMW World Final      | Josef Kaufmann Racing      | 1                              | 0                              | 1                              | 0                              | 1                              | N/A                            | 3º                             |
| 2008     | F3 tedesca                   | Josef Kaufmann Racing      | 2                              | 0                              | 0                              | 0                              | 0                              | N/A                            | NC                             |
| 2008     | International Formula Master | Trident Racing             | 2                              | 0                              | 0                              | 0                              | 1                              | 8                              | 19º                            |
| 2009     | Formula 3 Euro Series        | ART Grand Prix             | 20                             | 0                              | 0                              | 0                              | 2                              | 26                             | 9º                             |
| 2009     | F3 britannica                | ART Grand Prix             | 4                              | 0                              | 0                              | 1                              | 1                              | N/A                            | NC                             |
| 2009     | Masters di Formula 3         | ART Grand Prix             | 1                              | 0                              | 0                              | 0                              | 0                              | N/A                            | 17º                            |
| 2010     | GP3 Series                   | ART Grand Prix             | 16                             | 5                              | 3                              | 7                              | 9                              | 88                             | 1º                             |
| 2010     | Formula 3 Euroseries         | ART Grand Prix             | 2                              | 0                              | 0                              | 0                              | 0                              | N/A                            | NC                             |
| 2010     | F3 britannica                | ART Grand Prix             | 3                              | 0                              | 0                              | 0                              | 0                              | N/A                            | NC                             |
| 2011     | GP2 Series                   | Lotus ART                  | 18                             | 1                              | 0                              | 1                              | 2                              | 15                             | 13º                            |
| 2011     | GP2 Asia Series              | Lotus ART                  | 4                              | 0                              | 0                              | 0                              | 0                              | 3                              | 11º                            |
| 2011     | Finali GP2                   | Lotus ART                  | 2                              | 0                              | 0                              | 0                              | 0                              | 2                              | 8º                             |
| 2011     | Formula 1                    | Sauber F1 Team             | Collaudatore                   | Collaudatore                   | Collaudatore                   | Collaudatore                   | Collaudatore                   | Collaudatore                   | Collaudatore                   |
| 2012     | GP2 Series                   | Lotus GP                   | 24                             | 3                              | 0                              | 5                              | 7                              | 176                            | 3º                             |
| 2012     | Formula 1                    | Sauber F1 Team             | Collaudatore                   | Collaudatore                   | Collaudatore                   | Collaudatore                   | Collaudatore                   | Collaudatore                   | Collaudatore                   |
| 2013     | Formula 1                    | Sauber F1 Team             | 19                             | 0                              | 0                              | 1                              | 0                              | 6                              | 16º                            |
| 2014     | Formula 1                    | Sauber F1 Team             | 19                             | 0                              | 0                              | 0                              | 0                              | 0                              | 20°                            |
| 2015     | Formula 1                    | Ferrari                    | Collaudatore                   | Collaudatore                   | Collaudatore                   | Collaudatore                   | Collaudatore                   | Collaudatore                   | Collaudatore                   |
| 2016     | Formula 1                    | Haas F1 Team               | 21                             | 0                              | 0                              | 0                              | 0                              | 0                              | 21°                            |
| 2016–17  | Formula E                    | Techeetah                  | 3                              | 0                              | 0                              | 0                              | 0                              | 5                              | 22°                            |
| 2017     | IndyCar Series               | Dale Coyne Racing          | 7                              | 0                              | 0                              | 0                              | 0                              | 91                             | 25°                            |
| 2018     | Formula 1                    | Mercedes AMG F1            | Collaudatore                   | Collaudatore                   | Collaudatore                   | Collaudatore                   | Collaudatore                   | Collaudatore                   | Collaudatore                   |
| 2019     | Formula 1                    | Mercedes AMG F1            | Pilota di riserva              | Pilota di riserva              | Pilota di riserva              | Pilota di riserva              | Pilota di riserva              | Pilota di riserva              | Pilota di riserva              |
| 2019-20  | Formula E                    | Mercedes EQ Formula E Team | Pilota di riserva/Collaudatore | Pilota di riserva/Collaudatore | Pilota di riserva/Collaudatore | Pilota di riserva/Collaudatore | Pilota di riserva/Collaudatore | Pilota di riserva/Collaudatore | Pilota di riserva/Collaudatore |
| 2020     | Formula 1                    | Mercedes AMG F1            | Pilota di riserva              | Pilota di riserva              | Pilota di riserva              | Pilota di riserva              | Pilota di riserva              | Pilota di riserva              | Pilota di riserva              |

### Formula 3 Euro Series
(legenda) (Le gare in grassetto indicano la pole) (Le gare in corsivo indicano il giro veloce)
| Anno | Squadra        | Telaio           | Motore   | 1   | 2   | 3   | 4   | 5   | 6   | 7   | 8   | 9   | 10  | 11  | 12  | 13  | 14  | 15  | 16  | 17  | 18  | 19  | 20  | Punti | Pos. |
| ---- | -------------- | ---------------- | -------- | --- | --- | --- | --- | --- | --- | --- | --- | --- | --- | --- | --- | --- | --- | --- | --- | --- | --- | --- | --- | ----- | ---- |
| 2009 | ART Grand Prix | Dallara F308/070 | Mercedes | HOC | HOC | LAU | LAU | NOR | NOR | ZAN | ZAN | OSC | OSC | NÜR | NÜR | BRH | BRH | CAT | CAT | DIJ | DIJ | HOC | HOC | 26    | 9º   |
| 2009 | ART Grand Prix | Dallara F308/070 | Mercedes | 16  | Rit | 24  | 11  | 4   | 12  | 5   | 7   | 9   | 9   | 3   | 6   | 7   | 5   | Rit | 9   | 12  | 3   | 11  | 6   | 26    | 9º   |
| 2010 | ART Grand Prix | Dallara F308/049 | Mercedes | LEC | LEC | HOC | HOC | VAL | VAL | NOR | NOR | NÜR | NÜR | ZAN | ZAN | BRH | BRH | OSC | OSC | HOC | HOC |     |     | 0     | NC†  |
| 2010 | ART Grand Prix | Dallara F308/049 | Mercedes |     |     | 6   | Rit |     |     |     |     |     |     |     |     |     |     |     |     |     |     |     |     | 0     | NC†  |

† Poiché Gutiérrez era un pilota ospite, non poteva ottenere punti.

### GP3 Series
(legenda) (Le gare in grassetto indicano la pole) (Le gare in corsivo indicano il giro veloce)
| Anno | Squadra        | 1   | 2   | 3   | 4   | 5   | 6   | 7   | 8   | 9   | 10  | 11  | 12  | 13  | 14  | 15  | 16  | Punti | Pos. |
| ---- | -------------- | --- | --- | --- | --- | --- | --- | --- | --- | --- | --- | --- | --- | --- | --- | --- | --- | ----- | ---- |
| 2010 | ART Grand Prix | CAT | CAT | IST | IST | VAL | VAL | SIL | SIL | HOC | HOC | HUN | HUN | SPA | SPA | MNZ | MNZ | 88    | 1º   |
| 2010 | ART Grand Prix | 3   | 3   | 1   | 7   | 1   | 7   | 1   | 3   | 4   | 1   | 2   | 5   | 16  | 7   | 1   | Rit | 88    | 1º   |

### GP2 Series
(legenda) (Le gare in grassetto indicano la pole position) (Gare in corsivo indicano Gpv)
| Anno | Team      | 1   | 2   | 3    | 4    | 5    | 6    | 7   | 8   | 9   | 10  | 11  | 12  | 13  | 14  | 15  | 16  | 17  | 18  | 19  | 20  | 21  | 22  | 23  | 24  | Punti | Pos. |
| ---- | --------- | --- | --- | ---- | ---- | ---- | ---- | --- | --- | --- | --- | --- | --- | --- | --- | --- | --- | --- | --- | --- | --- | --- | --- | --- | --- | ----- | ---- |
| 2011 | Lotus ART | IST | IST | CAT  | CAT  | MON  | MON  | VAL | VAL | SIL | SIL | NÜR | NÜR | HUN | HUN | SPA | SPA | MNZ | MNZ |     |     |     |     |     |     | 15    | 13º  |
| 2011 | Lotus ART | Rit | 11  | Rit  | 12   | 12   | NP   | 7   | 1   | 10  | 8   | 12  | Rit | Rit | 2   | 14  | 7   | 9   | 6   |     |     |     |     |     |     | 15    | 13º  |
| 2012 | Lotus GP  | SEP | SEP | BHR1 | BHR1 | BHR2 | BHR2 | CAT | CAT | MON | MON | VAL | VAL | SIL | SIL | HOC | HOC | HUN | HUN | SPA | SPA | MNZ | MNZ | SGP | SGP | 176   | 3º   |
| 2012 | Lotus GP  | 7   | 2   | 3    | 2    | 10   | 4    | 10  | 7   | 23† | 8   | 1   | Rit | 1   | 4   | 10  | 5   | 8   | 1   | 11  | 13  | 9   | Rit | 2   | 6   | 176   | 3º   |

† Gutiérrez non ha terminato la gara, ma è stato classificato in quanto aveva completato oltre il 90% della distanza di gara.

### GP2 Asia Series
(Legenda) N.B. Le gare in grassetto indicano una pole position mentre quelle in corsivo indicano il giro più veloce in gara.
| Anno | Squadra   | 1   | 2   | 3   | 4   | Punti | Pos. |
| ---- | --------- | --- | --- | --- | --- | ----- | ---- |
| 2011 | Lotus ART | YMC | YMC | IMO | IMO | 3     | 11º  |
| 2011 | Lotus ART | Rit | 12  | 12  | 4   | 3     | 11º  |

### Formula 1
| 2012 | Scuderia | Vettura    |  |  |  |  |  |  |  |  |  |  |  |  |  |  |  |  |    |  |  |  |  |  |  |  | Punti | Pos. |
| ---- | -------- | ---------- |  |  |  |  |  |  |  |  |  |  |  |  |  |  |  |  | -- |  |  |  |  |  |  |  | ----- | ---- |
| 2012 | Sauber   | Sauber C31 |  |  |  |  |  |  |  |  |  |  |  |  |  |  |  |  | SP |  |  |  |  |  |  |  |       |      |

| 2013 | Scuderia | Vettura    |    |    |     |    |    |    |    |    |    |     |    |    |    |    |   |    |    |    |    |  |  |  |  |  | Punti | Pos. |
| ---- | -------- | ---------- | -- | -- | --- | -- | -- | -- | -- | -- | -- | --- | -- | -- | -- | -- | - | -- | -- | -- | -- |  |  |  |  |  | ----- | ---- |
| 2013 | Sauber   | Sauber C32 | 13 | 12 | Rit | 18 | 11 | 13 | 20 | 14 | 14 | Rit | 14 | 13 | 12 | 11 | 7 | 15 | 13 | 13 | 12 |  |  |  |  |  | 6     | 16º  |

| 2014 | Scuderia | Vettura    |    |     |     |    |    |     |    |    |     |    |     |    |    |     |    |    |    |    |    |  |  |  |  |  | Punti | Pos. |
| ---- | -------- | ---------- | -- | --- | --- | -- | -- | --- | -- | -- | --- | -- | --- | -- | -- | --- | -- | -- | -- | -- | -- |  |  |  |  |  | ----- | ---- |
| 2014 | Sauber   | Sauber C33 | 12 | Rit | Rit | 16 | 17 | Rit | 14 | 19 | Rit | 14 | Rit | 15 | 20 | Rit | 13 | 15 | 14 | 14 | 15 |  |  |  |  |  | 0     | 20º  |

| 2016 | Scuderia | Vettura    |     |     |    |    |    |    |    |    |    |    |    |    |    |    |    |     |    |     |    |     |    |  |  |  | Punti | Pos. |
| ---- | -------- | ---------- | --- | --- | -- | -- | -- | -- | -- | -- | -- | -- | -- | -- | -- | -- | -- | --- | -- | --- | -- | --- | -- |  |  |  | ----- | ---- |
| 2016 | Haas     | Haas VF-16 | Rit | Rit | 14 | 17 | 11 | 11 | 13 | 16 | 11 | 16 | 13 | 11 | 12 | 13 | 11 | Rit | 20 | Rit | 19 | Rit | 12 |  |  |  | 0     | 21º  |

| Legenda | 1º posto     | 2º posto | 3º posto    | A punti         | Senza punti/Non class.  | Grassetto – Pole position Corsivo – Giro più veloce |
| Legenda | Squalificato | Ritirato | Non partito | Non qualificato | Solo prove/Terzo pilota | Grassetto – Pole position Corsivo – Giro più veloce |

### Formula E
| Anno    | Squadra   | Vettura               | 1   | 2   | 3   | 4      | 5     | 6      | 7   | 8   | 9   | 10  | 11  | 12  | Punti | Pos. |
| ------- | --------- | --------------------- | --- | --- | --- | ------ | ----- | ------ | --- | --- | --- | --- | --- | --- | ----- | ---- |
| 2016-17 | Techeetah | Spark-Renault Z.E. 16 | HKG | MAR | BNA | MEX 10 | MON 8 | PAR 12 | BER | BER | NYC | NYC | MTR | MTR | 5     | 22º  |

### Corse a ruote scoperte americane

#### IndyCar Series
| Anno | Squadra           | Telaio       | Motore | 1   | 2   | 3   | 4   | 5   | 6    | 7      | 8      | 9   | 10     | 11     | 12     | 13     | 14     | 15  | 16  | 17  | Punti | Posizione |
| ---- | ----------------- | ------------ | ------ | --- | --- | --- | --- | --- | ---- | ------ | ------ | --- | ------ | ------ | ------ | ------ | ------ | --- | --- | --- | ----- | --------- |
| 2017 | Dale Coyne Racing | Dallara DW12 | Honda  | STP | LBH | ALA | PHX | IMS | INDY | DET 19 | DET 14 | TXS | ROA 17 | IOW 13 | TOR 14 | MDO 20 | POC 22 | GTW | WGL | SNM | 91    | 25º       |

### Risultati completi WEC
| Anno    | Squadra                   | Classe | Vettura         | SEB | SPA | LMS | MON | FUJ | BHR | Punti | Pos. |
| ------- | ------------------------- | ------ | --------------- | --- | --- | --- | --- | --- | --- | ----- | ---- |
| 2022    | Inter Europol Competition | LMP2   | Oreca 07-Gibson | NC  | 14  | 8   | 4   | 11  | NC  | 20    | 15°  |
| Legenda |                           |        |                 |     |     |     |     |     |     |       |      |

### Risultati 24 ore di Le Mans
| Anno | Team                      | Co-Piloti                      | Auto            | Classe | Giri | Pos. | Classe Pos. |
| ---- | ------------------------- | ------------------------------ | --------------- | ------ | ---- | ---- | ----------- |
| 2022 | Inter Europol Competition | Jakub Śmiechowski Alex Brundle | Oreca 07-Gibson | LMP2   | 365  | 17°  | 13°         |

### Risultati 24 ore di Daytona
| Anno | Team                        | Co-piloti                            | Auto     | Classe | Giri | Pos. | Pos Cat. |
| ---- | --------------------------- | ------------------------------------ | -------- | ------ | ---- | ---- | -------- |
| 2023 | CrowdStrike Racing with APR | Ben Hanley George Kurtz Matt McMurry | Oreca 07 | LMP2   | 761  | 10º  | 2º       |